# Jerzy Malijewski
Jerzy Malijewski (ur. 1636, zm. 6 maja 1696 roku) – duchowny greckokatolicki, bazylianin, greckokatolicki arcybiskup smoleński, archimandryta czerejski.

## Życiorys
Urodzony w Pińsku jako syn Wasyla i Eufrozji Malijewskich. W latach 1661–1663 uczęszczał do kolegium jezuitów w Braniewie, następnie od 15 lutego 1665 do 7 lipca 1668 do Kolegium Greckiego w Rzymie. W 1680 pełnił funkcję archimandryty czerejskiego. W 1690 mianowany greckokatolickim arcybiskupem smoleńskim, funkcję pełnił do śmierci.